# VDL Citea II
Le VDL Citea II est un autobus à plancher bas produit par l'entreprise VDL. C'est la deuxième génération de la gamme Citea.